# Square du Var
Le square du Var est une voie du 20e arrondissement de Paris, en France.

## Situation et accès
Le square du Var est une voie située dans le 20e arrondissement de Paris. Il débute au 3, rue Noël-Ballay et se termine au 4, rue Lippmann.

## Origine du nom
Le square porte le nom du Var, un fleuve côtier qui se jette dans la mer Méditerranée après avoir traversé les départements des Alpes-de-Haute-Provence et des Alpes-Maritimes.

## Historique
La voie a été ouverte et a pris sa dénomination actuelle en 1932 sur l'emplacement du bastion no 10 de l'enceinte de Thiers.
Il était inclus dans la ZAC Porte-de-Vincennes.